# لوتینهولم
لوتینهولم (به آلمانی: Lütjenholm) یک شهر در آلمان است که در نوردفرایسلند واقع شده‌است.
 لوتینهولم  ۳۲۸ نفر جمعیت دارد.